# Ivan Dodig
Ivan Dodig (Međugorje, 2 gennaio 1985) è un tennista croato.
Ha ottenuto i suoi migliori risultati in doppio, specialità in cui ha raggiunto la 2ª posizione del ranking ATP nel settembre 2023 e ha vinto tre titoli del Grande Slam: il Roland Garros del 2015 con Marcelo Melo e del 2023 con Austin Krajicek e gli Australian Open 2021 con Filip Polášek. Sempre nel 2021 ha ottenuto la medaglia d'argento alle Olimpiadi di Tokyo con Marin Čilić, sconfitti dai connazionali Nikola Mektić e Mate Pavić. Ha raggiunto la finale anche a Wimbledon 2013 con Melo e al Roland Garros 2022 con Krajicek. Ha conseguito inoltre quattro titoli Slam in doppio misto, tre insieme a Latisha Chan e uno con Kristina Mladenovic, a cui vanno aggiunte due finali con Sania Mirza.
Nel 2013 ha raggiunto il 29º posto del ranking in singolare, specialità che ha abbandonato nel 2018 dopo aver vinto un titolo ATP e aver sconfitto in carriera i tennisti top 10 Rafael Nadal, a Montréal nel 2011, Robin Söderling e Jo-Wilfried Tsonga. Nel 2002 ha esordito in Coppa Davis con la Bosnia e dal 2010 gioca con la squadra croata, con cui ha vinto l'edizione del 2018.

## Carriera

### 2002-2006, esordio in Coppa Davis con la Bosnia, inizi da professionista e primi titoli ITF
Esordisce nella squadra bosniaca di Coppa Davis nel 2002, prima ancora di giocare tornei professionistici. Fa le sue prime apparizioni nel circuito ITF nel 2003 e i primi anni continua a giocare in rappresentanza della Bosnia ed Erzegovina. Comincia a giocare con continuità l'anno successivo, durante il quale esordisce in doppio in un torneo Challenger. Nel luglio 2004 disputa e perde la prima finale ITF in doppio al torneo Italy F15. Alza il primo trofeo da professionista nell'agosto 2005 vincendo in coppia con Marin Čilić il torneo di doppio all'ITF Croatia F3 e si ripete la settimana successiva in coppia con Filip Siladi Al Croatia F4. A settembre gioca la prima finale ITF in singolare al Croatia F6. Nel maggio 2006 vince un altro torneo ITF in doppio e il primo titolo in singolare arriva a giugno con il successo in finale su Adam Vejmelka all'ITF Bosnia & Herzegovina F3, torneo in cui si impone anche in doppio. A settembre gioca la prima finale Challenger al torneo di doppio di Banja Luka e in coppia Aleksandar Marić perde in tre set contro Joseph Sirianni / Stefan Wauters. Nell'arco della stagione vince in totale 6 titoli ITF in doppio e 2 in singolare.

### 2007, primi titoli Challenger e top 150 in doppio
Nel febbraio 2007 vince il suo nono e ultimo torneo ITF in doppio, quell'anno comincia a giocare con maggiore frequenza nel circuito Challenger e in singolare non va oltre la semifinale disputata a Banja Luka. In doppio raggiunge in stagione 5 finali e a giugno vince il suo primo titolo di categoria ad Almaty in coppia con Kamil Capkovic, sconfiggendo in finale Alexey Kedryuk / Alexander Kudryavtsev in tre set. A novembre si impone anche nel torneo di doppio del Tunis Challenger assieme a Frank Moser. Quell'anno fa anche le prime esperienze nel circuito maggiore, disputa in singolare 4 tornei ATP di qualificazione e viene sempre eliminato, mentre in doppio esordisce in un tabellone principale ATP a Umago assieme a Moser con una vittoria per poi uscire di scena al secondo turno. I buoni risultati in doppio gli consentono di entrare per la prima volta nella top 300 del ranking a febbraio, nella top 200 a giugno e di raggiungere il 145º posto a settembre. Compie progressi anche in singolare, ad agosto entra per la prima volta nella top 300 e a ottobre sale alla 256ª posizione.

### 2008, da bosniaco a croato, discesa nel ranking
A fine gennaio 2008 disputa il suo ultimo incontro da bosniaco e dai primi di febbraio gioca in rappresentanza della Croazia. Quello stesso mese supera per la prima volta le qualificazioni in singolare in un torneo ATP a Marsiglia e viene subito eliminato dal nº 3 del mondo Novak Đoković. Ha un calo di rendimento rispetto alla stagione precedente e scende vistosamente nel ranking in entrambe le specialità. Nel corso della stagione vince un solo titolo Challenger e un solo incontro ATP in doppio, e verso fine anno esce dalla top 300. A ottobre vince il suo terzo e ultimo titolo ITF in singolare in carriera.

### 2009, primo quarto di finale ATP, primo titolo Challenger e top 200 in singolare
Nel gennaio 2009 disputa gli ultimi tornei ITF in carriera, dopo averne vinti 3 in singolare e 9 in doppio. Subito dopo supera le qualificazioni a Zagabria e vince i primi incontri in carriera nel circuito maggiore eliminando il nº 21 del mondo Igor' Andreev – primo top 100 sconfitto in carriera – e il 45 Ernests Gulbis, esce nei quarti di finale per mano di Mario Ancic. A marzo vince il primo titolo Challenger in singolare a Sarajevo battendo in finale Dominik Meffert. Continua a progredire nel ranking con la finale raggiunta al Challenger di Ostrava – persa contro Jan Hájek – e può fare il suo esordio nelle qualificazioni di uno Slam al Roland Garros, viene eliminato al secondo incontro e a fine torneo entra nella top 200; a settembre sale alla 168ª posizione. Vince una delle due finali Challenger giocate in doppio in stagione, ma non compie sostanziali progressi nel ranking di specialità.

### 2010, esordi nel Grande Slam, un quarto di finale ATP, un titolo Challenger e top 100 in singolare
Supera le qualificazioni e fa il suo esordio in una prova del Grande Slam agli Australian Open, al primo turno rimonta due set di svantaggio al nº 23 ATP Juan Carlos Ferrero e si impone al quinto set, viene quindi eliminato da Stefan Koubek e porta il best ranking alla 153ª posizione. A marzo fa il suo esordio nella squadra croata di Coppa Davis nella sfida vinta 5-0 con la Colombia, viene schierato nell'ultimo singolare a risultato già acquisito e si impone in due set su Iván Endara. Dopo la finale persa nuovamente al Challenger di Ostrava, riprende l'ascesa nel ranking superando le qualificazioni e raggiungendo il secondo turno sia a Wimbledon che agli US Open. A ottobre si spinge fino ai quarti di finale a Stoccolma e cede al terzo set contro Ivan Ljubicić dopo aver eliminato tra gli altri Tommy Robredo. Aggiudicandosi il titolo al successivo Challenger di Astana fa il suo ingresso nella top 100, all'88ª posizione, e due settimane dopo sale all'86ª. Dopo due stagioni anonime in doppio, dà segnali di ripresa raggiungendo 3 finali Challenger e vincendo quelle di Roma II e Alessandria. Scende in campo solo in doppio nel quarto di finale di Davis perso 4-1 contro la Serbia, e in coppia con Marin Čilić perde in tre set da Janko Tipsarević / Nenad Zimonjić.

### 2011, primo titolo ATP, vittoria su Nadal e 32º in singolare, prime semifinali ATP e top 100 in doppio

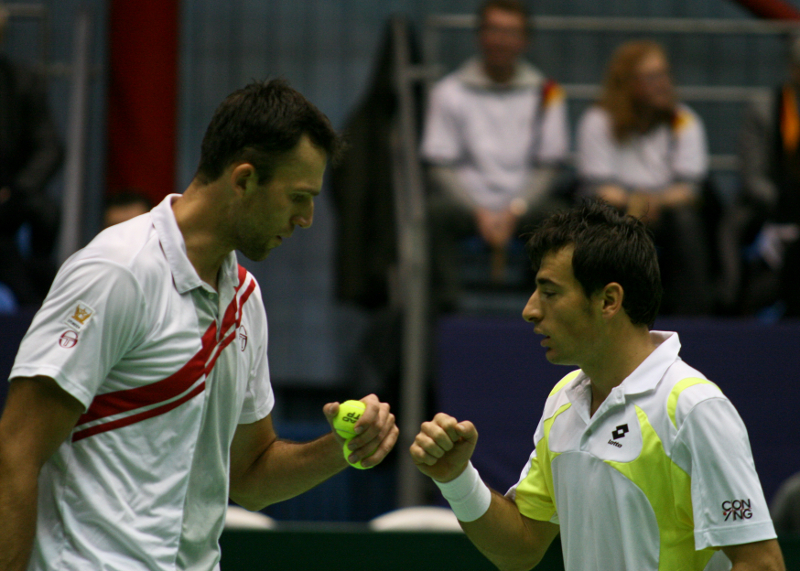
Dodig con Ivo Karlović durante la sfida contro la Germania nella Coppa Davis 2011

All'esordio stagionale disputa nel torneo di doppio di Chennai la prima semifinale ATP in carriera, gioca in coppia con Čilić e perdono in tre set contro gli specialisti Mahesh Bhupathi / Leander Paes. Nel torneo indiano riprende a salire nel ranking di singolare arrivando al secondo turno. Anche agli Australian Open viene eliminato al secondo turno, sconfitto in 4 set dal nº 3 del mondo Novak Đoković. Il 6 febbraio vince il primo torneo del circuito maggiore a Zagabria battendo in finale Michael Berrer per 6-3, 6-4, dopo che nei quarti aveva eliminato il nº 15 ATP Ivan Ljubicic, e sale al 60º posto mondiale. Al suo esordio in un torneo Masters 1000, viene sconfitto in tre set al secondo turno a Miami dal nº 4 ATP Robin Söderling.
Si prende la rivincita su Soderling al secondo turno a Barcellona, nella sua prima vittoria contro un top 10, raggiunge poi la semifinale e raccoglie solo 5 giochi contro Rafael Nadal, a fine torneo entra nella top 50. Il 18 giugno perde la finale del torneo ATP di 's-Hertogenbosch contro Dmitrij Tursunov per 3-6, 2-6. Ad agosto si prende la rivincita anche su Nadal, nº 2 del mondo, al secondo turno del Masters di Montreal con il punteggio di 1-6, 7-6, 7-6, e viene subito eliminato da Tipsarević. Vince alcuni altri incontri nei tornei ATP successivi e a ottobre porta il best ranking al 32º posto mondiale. Si rivela positiva anche la stagione di doppio, raggiunge diverse volte il secondo turno nei tornei ATP e la chiude in crescendo spingendosi fino ai quarti di finale allo Shanghai Masters e alla semifinale al Swiss Indoors Basel, dopo il quale entra per la prima volta nella top 100 di doppio, al 92º posto.

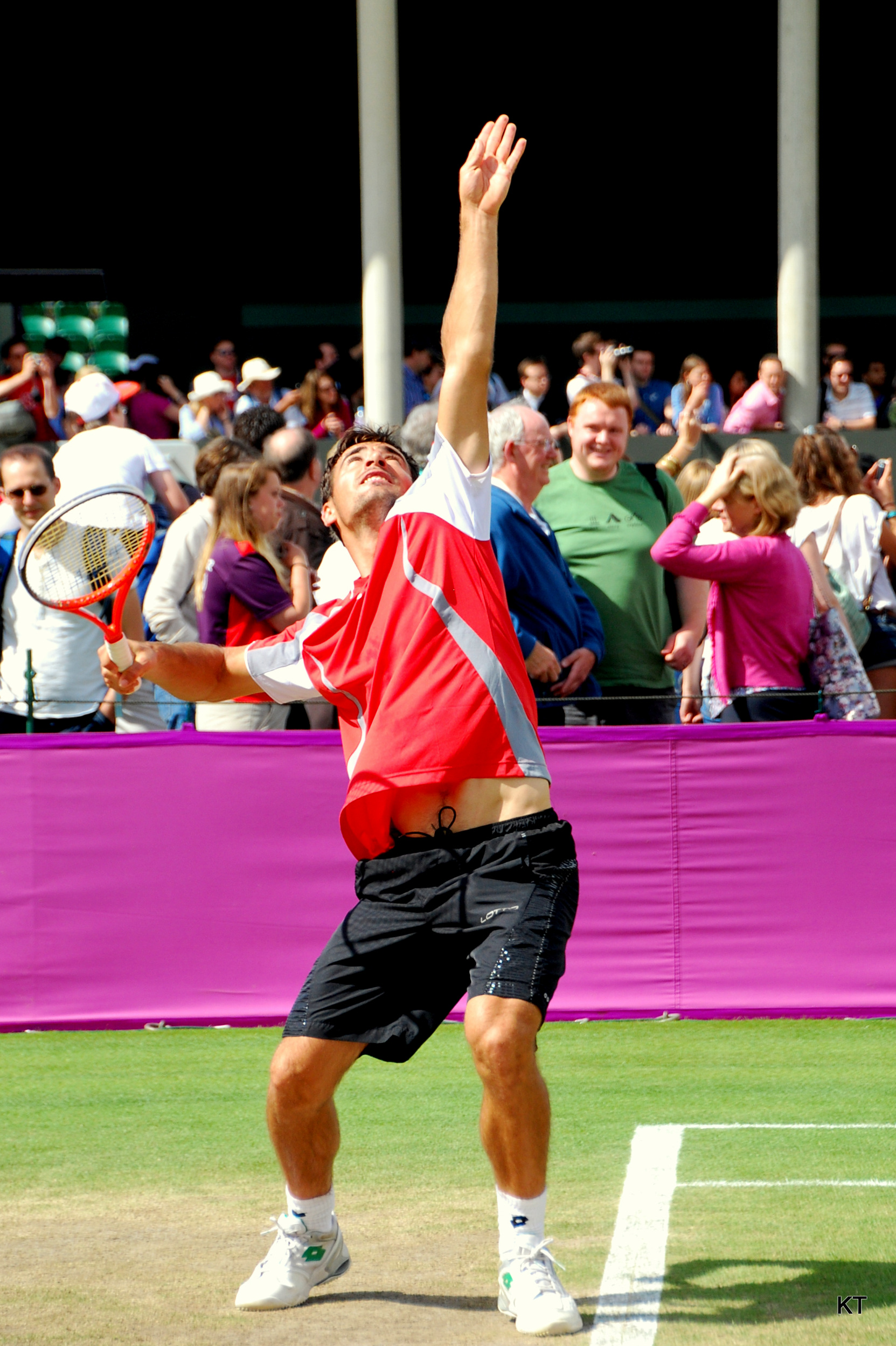
Dodig ai Giochi olimpici di Londra

### 2012, due finali ATP, una semifinale Masters 1000 e 24º in doppio, una finale ATP in singolare
Il miglior risultato nei primi mesi del 2012 sono i quarti di finale in febbraio a Zagabria, dove era campione uscente, e inizia a scendere nel ranking. Continua invece a salire in doppio, nel torneo di Zagabria disputa la prima finale ATP in doppio in carriera, e assieme a Mate Pavić raccoglie 4 soli giochi contro Marcos Baghdatis / Michail Južnyj. A fine mese perde in doppio anche la finale a Memphis, questa volta con Marcelo Melo, assieme al quale a maggio raggiunge i quarti di finale al Roland Garros. Disputa di nuovo i quarti di finale in singolare a giugno al Queen's e viene sconfitto da Sam Querrey dopo aver eliminato il nº 5 del mondo Jo-Wilfried Tsonga. In doppio si ferma nei quarti di finale con Melo anche a Wimbledon, a cui fanno seguito due semifinali a Umago e Gstaad.
In quel periodo raccoglie in singolare soprattutto sconfitte e ad agosto esce dalla top 100, tra le sconfitte al primo turno in singolare vi è quella del suo esordio olimpico ai Giochi di Londra, dove conferma il buon momento in doppio arrivando nei quarti con Čilić. Gioca la tournée americana con Melo e a Cincinnati disputa la sua prima semifinale in un Masters 1000, persa contro Mahesh Bhupathi / Rohan Bopanna, mentre agli US Open escono di scena al terzo turno. A fine torneo porta il best ranking di doppio alla 24ª posizione. Torna a mettersi in luce in singolare a ottobre, quando arriva in semifinale al torneo ATP di Valencia, dove supera le qualificazioni ed elimina tra gli altri i top 20 Philipp Kohlschreiber e Čilić prima di essere eliminato al terzo set da David Ferrer; rientra così nella top 100, in 67ª posizione.

### 2013, primo titolo ATP, finale a Wimbledon, semifinale alle ATP Finals e top 10 in doppio, 3 semifinali ATP e top 30 in singolare

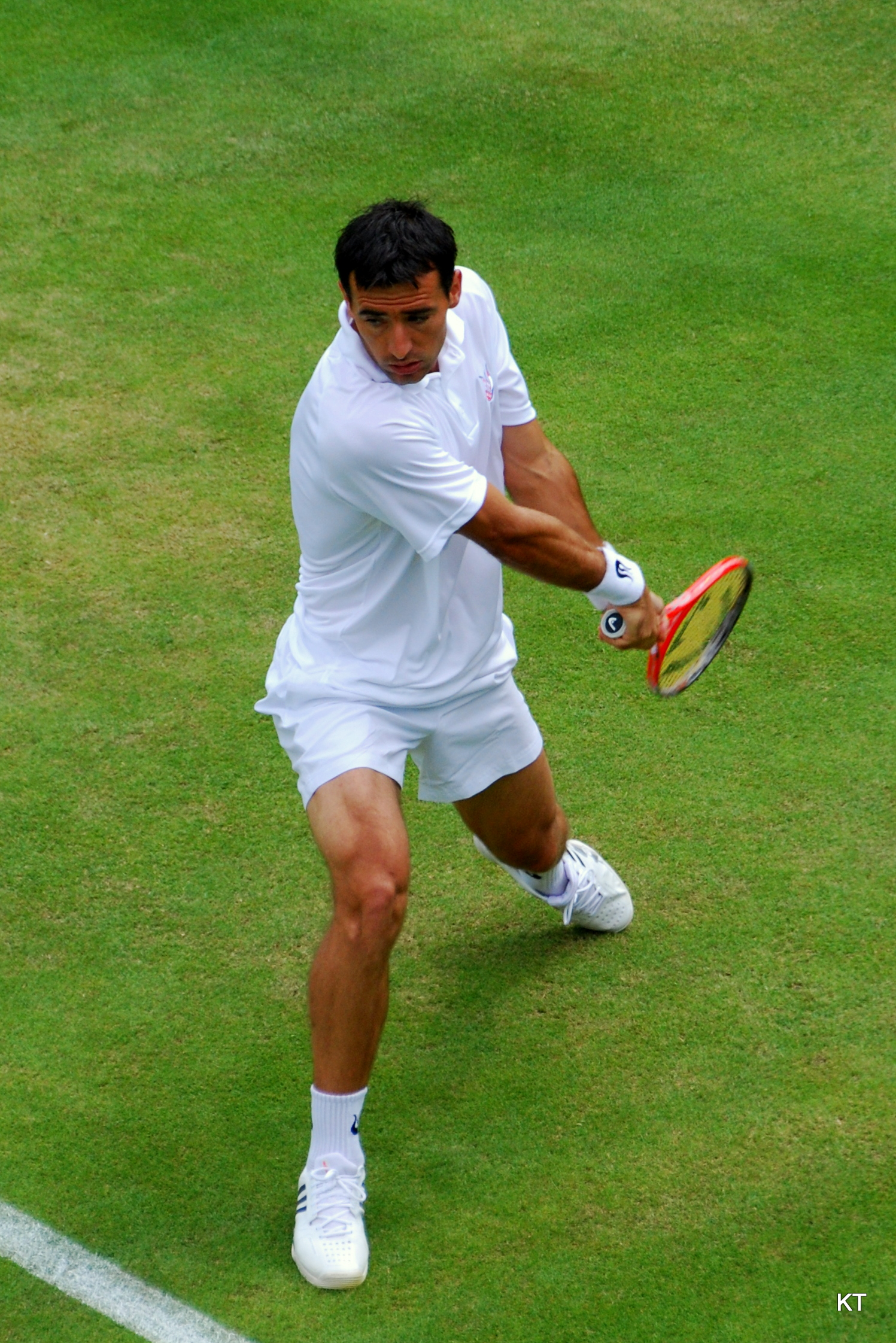
Dodig a Wimbledon nel 2013

Raggiunge per la prima volta il terzo turno in singolare in uno Slam agli Australian Open 2013 e viene sconfitto dal nº 10 del mondo Richard Gasquet. Per il secondo anno di fila perde la finale di doppio con Pavić a Zagabria, dove esce nei quarti in singolare. Torna a giocare un terzo turno in singolare in un Masters 1000 a Indian Wells e Federer gli concede solo 4 giochi, mentre in doppio esce nei quarti con Melo. Continua a risalire nel ranking in singolare con la semifinale a Monaco di Baviera, persa contro Tommy Haas dopo aver eliminato Nikolaj Davydenko, il nº 11 del mondo Čilić e il 23 Alexandr Dolgopolov. All'Open di Francia non va oltre il primo turno in singolare e il terzo in doppio. A giugno esce in semifinale anche a Eastbourne, sconfitto da Feliciano Lopez. A Wimbledon consegue il risultato più prestigioso da inizio carriera disputando in doppio la prima finale in uno Slam, assieme a Melo viene sconfitto dai gemelli Bob e Mike Bryan dopo aver eliminato tra gli altri le teste di serie Maks Mirny / Horia Tecau e in semifinale Leander Paes / Radek Štěpánek. A fine torneo sale al 20º posto mondiale. Anche in singolare ottiene il miglior risultato in una prova del Grande Slam spingendosi fino agli ottavi di finale pur vincendo solo il match di secondo turno contro Denis Kudla, approfittando dei ritiri di Philipp Kohlschreiber e Igor Sijsling, e si arrende al nº 4 del ranking David Ferrer dopo aver vinto il primo set.
Consegue i migliori risultati della trasferta americana agli US Open, dove con Melo raggiunge la semifinale in doppio e in singolare si spinge per la prima volta fino al terzo turno. Comincia la trasferta asiatica a Tokyo, dove perde in semifinale da Milos Raonic dopo aver eliminato negli ottavi il nº 8 del mondo Jo-Wilfried Tsonga; a fine torneo ottiene il miglior ranking in carriera in singolare salendo al 29º posto. Vince il suo primo titolo ATP in doppio al successivo Masters 1000 di Shanghai in coppia con Melo, eliminano in semifinale i gemelli Bryan e battono in finale David Marrero / Fernando Verdasco al super-tiebreak. Ancora con Melo perde contro i Bryan la semifinale al Paris Masters, che gli vale l'ingresso per la prima volta nella top 10, al 6º posto. Si qualifica per la prima volta alle ATP Finals di Londra, dove con Melo si prende la rivincita sui Bryan vincendo 10-8 il super tie-break. Vincono anche gli altri due incontri di round-robin e vengono sconfitti 6-7, 5-7 in semifinale da Marrero / Verdasco.

### 2014, finali in 2 Masters 1000 e alle ATP Finals in doppio, discesa nel ranking in singolare
Nella prima parte della stagione si conferma ai vertici in doppio, all'esordio si spinge fino in semifinale a Doha, raggiunge poi per la prima volta gli ottavi agli Australian Open, torna nei quarti a Indian Wells e soprattutto arriva in finale con Melo a Monte Carlo, nella quale cedono 8-10 al super tie-break contro i Bryan. Disputano quindi la semifinale a Barcellona e i quarti a Roma. Nello stesso periodo raggiunge in singolare i quarti di finale a Zagabria e a Marsiglia e il terzo turno a Barcellona e a Roma. Al Foro Italico si procura una frattura da stress a una costola, prova a giocare al Roland Garros ma si ritira al primo turno dopo 4 giochi per un infortunio alla spalla. Il problema alla costola richiede una convalescenza e rientra nel circuito a fine luglio.
Subito riprende a fare buoni risultati in doppio raggiungendo con Melo la finale al Masters di Toronto, persa contro i numeri 3 del mondo Alexander Peya / Bruno Soares. Come nell'edizione precedente, agli US Open vengono sconfitti in semifinale, questa volta da Marcel Granollers / Marc Lopez. Perdono la finale al successivo ATP 500 di Tokyo e non ripetono i risultati dell'anno prima a Shanghai e a Parigi. Si qualificano comunque di nuovo per le ATP Finals, nelle quali superano il round robin con 2 vittorie e una sconfitta, in semifinale hanno la meglio su Lukasz Kubot / Robert Lindstedt e cedono in finale a Bob e Mike Bryan per 7-10 nel super tie-break. Dodig chiude l'annata di doppio al 12º posto. Ha invece una flessione in singolare, dopo l'infortunio si mette in luce solo raggiungendo il terzo turno a Toronto, nel prosieguo della stagione non supera mai il secondo turno e chiude il 2014 al 95º posto mondiale.

### 2015, primo titolo del Grande Slam, altri due titoli ATP e 4º del ranking in doppio

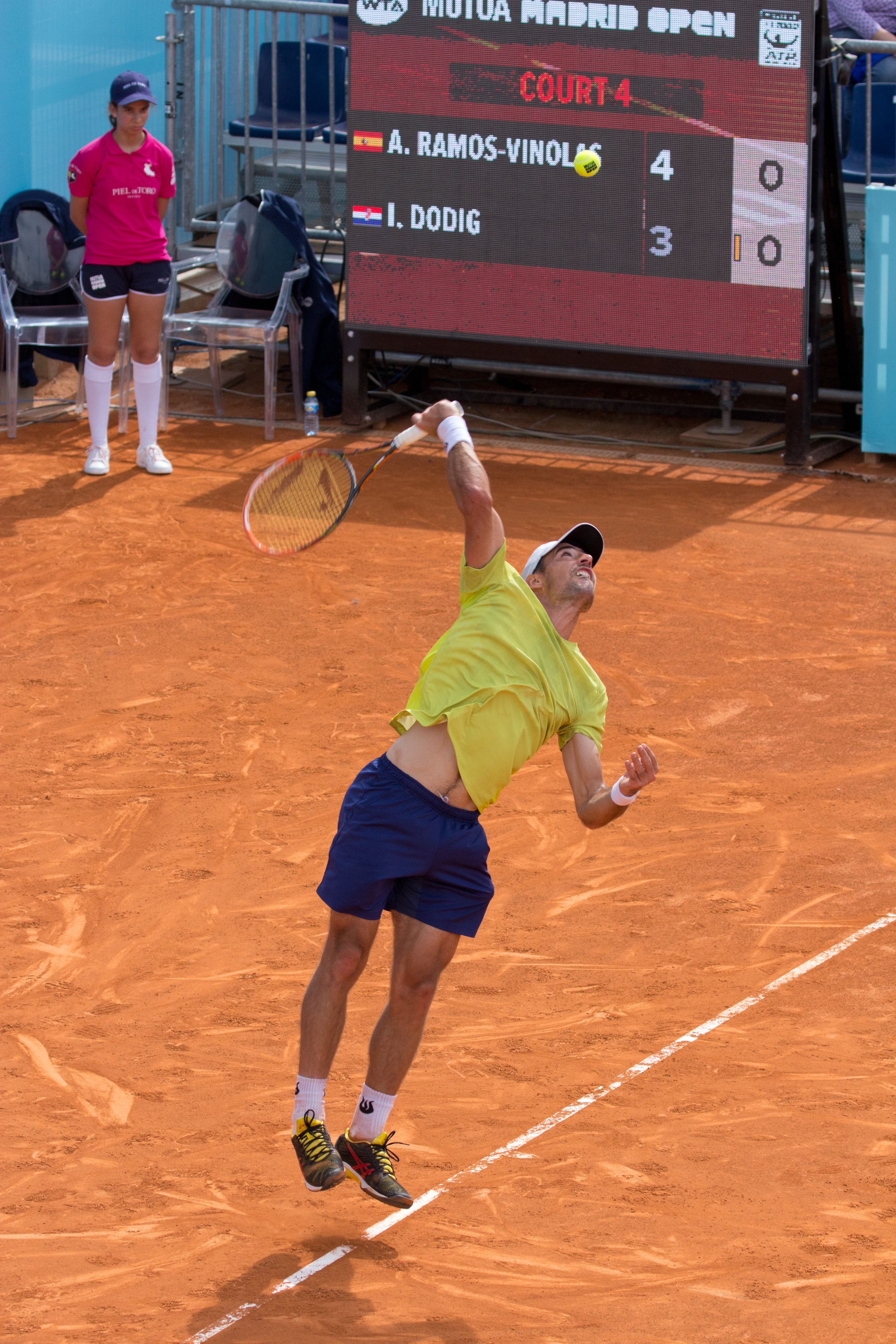
A Madrid nel 2015

All'esordio stagionale raggiunge i quarti in singolare a Doha. Al torneo di doppio degli Australian Open si spinge per la prima volta alla semifinale, e in coppia con Melo viene sconfitto da Pierre-Hugues Herbert / Nicolas Mahut al tie-break del set decisivo, rientrando così nella top 10. Dopo la semifinale persa assieme a Maks Mirny a Memphis, in marzo conquista ad Acapulco il secondo titolo ATP di doppio in carriera, di nuovo con Melo, con il successo in finale su Mariusz Fyrstenberg / Santiago González al terzo set. Perdono quindi in semifinale contro Simone Bolelli / Fabio Fognini sia a Indian Wells che a Monte Carlo. Torna per due settimane nella top 100 in singolare con i quarti disputati a Istanbul. Eliminato con Melo nei quarti al torneo di doppio a Roma, trionfano per la prima volta in uno Slam al Roland Garros; eliminano tra gli altri Alexander Peya / Bruno Soares, in semifinale Jean-Julien Rojer / Horia Tecau e si aggiudicano il titolo sconfiggendo in finale i numeri 1 del mondo Bob e Mike Bryan. Con questo successo Dodig porta il best ranking alla 4ª posizione mondiale. Non vanno oltre i quarti di finale a Wimbledon.
Nella finale di Washington ritrovano i Bryan, che si prendono la rivincita concedendo loro 6 soli giochi. Dopo la semifinale disputata a Cincinnati arriva la delusione per l'eliminazione al primo turno agli US Open, dove erano stati semifinalisti nelle ultime due edizioni. Si riscattano vincendo il titolo al Paris Masters con la vittoria in 3 set in finale contro Vasek Pospisil / Jack Sock. Per il terzo anno di fila prendono parte alle ATP Finals ed escono di scena in semifinale, sconfitti in 2 set da Rohan Bopanna / Florin Mergea. In singolare scende ad agosto alla 136ª posizione mondiale, la peggiore da ottobre 2010; torna quindi a giocare nei Challenger e nel finale di stagione vince i tornei di Saint-Rémy-de-Provence, Brest e Andria, che resteranno gli ultimi titoli della carriera in singolare, chiudendo la stagione in 87ª posizione.

### 2016, 2 titoli Masters 1000 e finale di Coppa Davis, declino in singolare, finale al Roland Garros in doppio misto
All'inizio del 2016 non ottiene vittorie significative nel doppio maschile e agli Australian Open consegue il primo grande risultato in doppio misto raggiungendo la semifinale in coppia con Sania Mirza. Per disputare le prime semifinali stagionali in doppio maschile deve invece aspettare i Masters di Monte Carlo e Madrid. In singolare torna a giocare nel circuito maggiore e vince alcuni incontri, tra cui quello al primo turno di Rotterdam contro il nº 21 ATP Benoit Paire. Raggiunge i quarti di finale una sola volta in stagione a Monaco di Baviera. Partecipa a tutti gli Slam in singolare e vince un solo incontro al Roland Garros, con il quale ottiene il miglior ranking stagionale al 70º posto. Nello Slam parigino è di nuovo protagonista in doppio, arriva con Melo in semifinale senza perdere alcun set ed eliminando nei quarti Rohan Bopanna / Florin Mergea, e vengono sconfitti da Feliciano Lopez / Marc Lopez. A Parigi disputa inoltre con Mirza la prima finale Slam di doppio misto in carriera e perdono 8-10 il set decisivo contro Martina Hingis / Leander Paes.
Ancora con Melo perde in finale a Nottingham e al terzo turno a Wimbledon. Quell'anno viene schierato in Coppa Davis solo in doppio, negli ottavi vinti 3-2 in Belgio a marzo si era imposto assieme a Franko Škugor, e nei quarti giocati a luglio negli Stati Uniti sconfigge con Čilić i fratelli Bryan ottenendo il primo punto per la Croazia, che il giorno seguente completa la rimonta con i successi in singolare dello stesso Čilić e di Borna Ćorić. Vince con Melo il primo titolo stagionale al Masters di Toronto sconfiggendo in finale Jamie Murray / Bruno Soares in 2 set. Si impongono anche al successivo Masters di Cincinnati con il successo in 3 set su Jean-Julien Rojer / Horia Tecau. A sorpresa vengono eliminati al primo turno agli US Open.
Dodig risulta determinante anche nella semifinale di Davis vinta 3-2 contro la Francia sconfiggendo con Čilić i numeri 1 e 2 del mondo Nicolas Mahut / Pierre-Hugues Herbert in 4 set. Alle ATP Finals esce con Melo nel round robin, vengono sconfitti nel primo match dai Bryan, vincono il secondo e si congedano perdendo il terzo al super tie-break contro Murray / Soares. Nella finale di Davis a Zagabria contro l'Argentina, Dodig e Čilić portano la Croazia sul 2-1 battendo Juan Martín del Potro / Leonardo Mayer, ma con due vittorie in singolare nell'ultima giornata l'Argentina si aggiudica per la prima volta il trofeo. Nella seconda parte della stagione perde in singolare tutti gli incontri disputati nei tornei ATP, mentre nei Challenger non va oltre un quarto di finale, a ottobre esce definitivamente dalla top 100 e chiude la stagione al 147º posto. La situazione di classifica gli pone il dubbio se continuare a cercare di risalire in singolare nei Challenger o invece concentrarsi sul doppio giocando solo tornei ATP.

### 2017, tre titoli ATP in doppio, una finale Slam in doppio misto, ultima semifinale in singolare

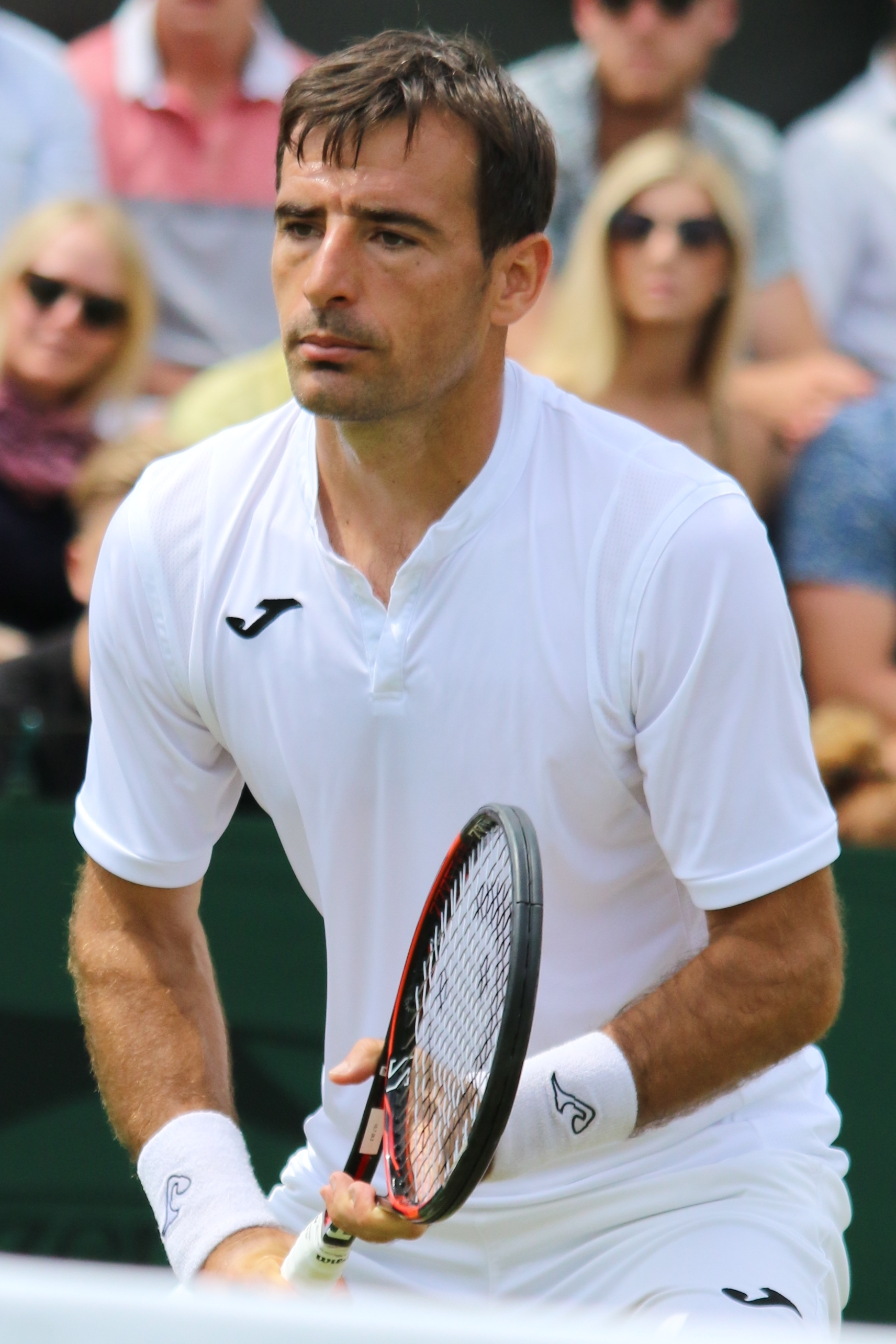
A Wimbledon nel 2017

Nel 2017 supera le qualificazioni in singolare solo agli Australian Open ed esce di scena al primo turno in quella che rimarrà la sua ultima apparizione in uno Slam in singolare. In doppio ha fine il sodalizio con Melo e gioca la maggior parte dei tornei stagionali con Marcel Granollers a partire dallo Slam australiano, dove vengono eliminati nei quarti dai Bryan. Sempre a Melbourne disputa la seconda finale Slam in doppio misto, di nuovo con Mirza, e raccolgono solo 6 giochi contro Abigail Spears / Juan Sebastián Cabal. Vince il primo titolo con Granollers al successivo ATP 500 di Rotterdam, non perdono alcun set in tutto il torneo, in semifinale eliminano i numeri 1 e 2 del mondo Nicolas Mahut / Pierre-Hugues Herbert e hanno la meglio in finale su Wesley Koolhof / Matwe Middelkoop. Anche agli Internazionali d'Italia battono in semifinale i numeri 1 e 2 del mondo, questa volta Henri Kontinen / John Peers, e in finale Mahut / Herbert si prendono la rivincita di Rotterdam imponendosi al terzo set.
Dodig viene quindi sconfitto nei quarti all'Open di Francia e al terzo turno al torneo di Wimbledon sia in doppio con Granollers che in doppio misto con Mirza. Crollato in singolare alla 412ª posizione mondiale, torna a giocare dopo sei mesi nel circuito maggiore nella specialità con una wild-card a Umago, sconfigge al primo turno Marius Copil e al secondo Marco Cecchinato, contro il quale salva un match-ball nel secondo set. Nei quarti ha la meglio in due set sul nº 14 del mondo e testa di serie nº 1 David Goffin, e sarà la sua ultima vittoria in singolare da professionista. Disputa l'ultimo incontro della carriera in un tabellone principale ATP in semifinale e perde in due set contro Andrej Rublëv, che vincendo anche la finale si aggiudicherà il suo primo titolo ATP. Nel prosieguo della stagione, Dodig disputerà un solo altro incontro in singolare al primo turno di qualificazione a Pechino, durante il quale si ritira.
La settimana dopo Umago vince il titolo in doppio ad Amburgo in coppia con Mate Pavić superando in due set in finale Pablo Cuevas / Marc López. Ad agosto disputa la finale al Masters di Montréal assieme a Rohan Bopanna e vengono sconfitti nel super tie-break da Mahut / Herbert. Uscito di scena prematuramente agli US Open, raggiunge con Granollers le finali negli ultimi due tornei del circuito che precedono le ATP Finals, sconfiggono Fabrice Martin / Édouard Roger-Vasselin in quella di Basilea e perdono contro Lukasz Kubot / Marcelo Melo quella al Masters di Parigi. Risale così al 5º posto mondiale, dopo che a maggio era sceso al 15º. Alle ATP Finals vengono eliminati con le sconfitte subite nei primi due incontri e non disputano il terzo per un infortunio occorso a Granollers.

### 2018, trionfo in Coppa Davis, primo titolo Slam in doppio misto, due titoli in doppio e ultimo match in singolare
In una stagione in cui cambia spesso i partner in doppio, il primo risultato di rilievo è la vittoria a febbraio assieme a Marin Čilić contro Daniel Nestor / Vasek Pospisil – dopo aver perso i primi due parziali – nella sfida di Coppa Davis vinta 3-1 contro il Canada. Sempre in febbraio, assieme a Rajeev Ram esce in semifinale a Rotterdam e a Dubai. Nel primo turno di qualificazione a Dubai raccoglie solo tre giochi contro Yuki Bhambri nell'ultimo incontro di singolare disputato in carriera, che termina dopo aver vinto un titolo ATP e con un bilancio di 118 vittorie e 140 sconfitte nel circuito maggiore. Nei quarti di Davis contro il Kazakistan vince il doppio assieme a Nikola Mektić portando la Croazia sul 2-1, e la vittoria di Čilić nel singolare successivo sancisce il passaggio alla semifinale. Vince con Ram il primo titolo stagionale all'ATP 250 di Monaco di Baviera superando in finale Peya / Mektić, mentre perdono in finale a Ginevra contro Marach / Pavić.
Un problema alla schiena gli impedisce di giocare a Roma, e con Ram esce al secondo turno all'Open di Francia, dove assieme a Latisha Chan vince il primo titolo in doppio misto con il successo in finale nel super tie-break contro Gabriela Dabrowski / Mate Pavić. Dopo le sconfitte in semifinale ad Halle e al turno di esordio a Wimbledon si interrompe anche il breve sodalizio con Ram. Non supera il secondo turno nei 4 tornei successivi, giocati con 4 partner diversi, mentre agli US Open si presenta con Granollers e vengono eliminati al terzo turno. Nella semifinale di Davis a Zara contro gli Stati Uniti, scende in campo con Pavić contro Mike Bryan / Ryan Harrison quando la Croazia è in vantaggio 2-0, rimontano i primi due parziali persi e vengono sconfitti al tie-break del quinto set al termine di un appassionante incontro. La Croazia accede alla finale grazie al successo in 5 set di Borna Ćorić su Frances Tiafoe nell'ultimo singolare.
Dodig e Pavić si riscattano battendo in finale Austin Krajicek / Jeevan Nedunchezhiyan al successivo torneo di Chengdu. Dopo le semifinali perse a Pechino assieme a Mektić e a Stoccolma con Bolelli, si ripresenta il problema alla schiena e deve rinunciare all'ATP 500 di Basilea e al Paris Masters, tornei che l'anno precedente l'avevano visto protagonista. Perde così molte posizioni nel ranking e scende alla 35ª, la peggiore dal marzo 2013. Per la prima volta dopo 5 anni non si qualifica per le ATP Finals, ma recupera in tempo per giocare la finale di Davis contro la Francia che si gioca in casa dei transalpini. Come in semifinale, con la Croazia in vantaggio 2-0 perde il doppio con Pavić, questa volta al quarto set contro Mahut / Herbert, e il giorno dopo i croati si assicurano il secondo titolo della loro storia con il successo di Čilić su Lucas Pouille, che fissa il risultato finale sul 3-1.

### 2019, 4 titoli ATP, 2 titoli del Grande Slam in doppio misto

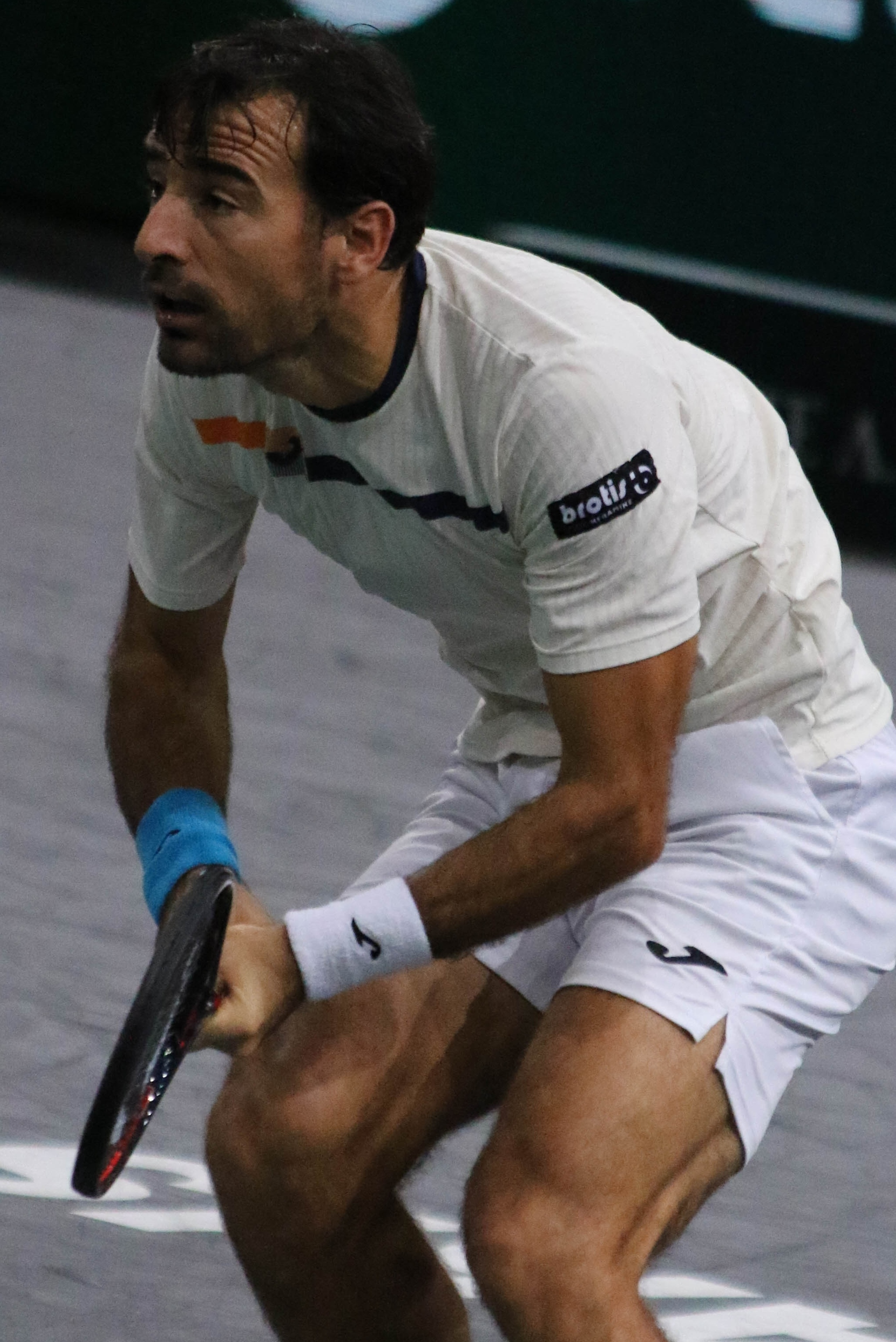
Al Paris Masters 2019

Apre la stagione uscendo in semifinale con Bolelli a Pune, inizia quindi a giocare con Édouard Roger-Vasselin e non vanno oltre il secondo turno agli Australian Open. A febbraio si impongono su Benjamin Bonzi / Antoine Hoang nella finale di Montpellier e il mese successivo raggiungono la semifinale a Indian Wells. Sconfitti nelle fasi iniziali dei tornei successivi, tornano a mettersi in luce a fine maggio vincendo l'ATP 250 di Lione, non perdono alcun set in tutto il torneo e in finale hanno la meglio su Ken Skupski / Neal Skupski. L'eliminazione al primo turno all'Open di Francia mette fine all'esperienza con Roger-Vasselin. Nel torneo di doppio misto conferma il titolo vinto l'anno prima, di nuovo con Latisha Chan supera in due set in finale Dabrowski / Pavić, già sconfitti nella finale del 2018.
Inizia a giocare con Filip Polášek e raggiungono la finale sull'erba di Adalia, persa contro Jonathan Erlich / Artem Sitak. A Wimbledon eliminano tra gli altri le teste di serie nº 6 Mektić / Škugor e cedono in semifinale in tre set a Mahut / Roger-Vasselin. Anche nel torneo di doppio misto dello Slam londinese trionfa con Chan, concedendo in finale 5 soli giochi a Jeļena Ostapenko / Robert Lindstedt, ed è il primo titolo sull'erba per Dodig in carriera. Continua a risalire il ranking con Polášek arrivando in semifinale ad Amburgo e soprattutto con la vittoria al Masters di Cincinnati, dove eliminano i Bryan, le teste di serie nº 2 Kubot / Melo e in finale superano in tre set i numeri 1 del mondo Juan Sebastián Cabal / Robert Farah.
Un infortunio alla spalla costringe Dodig a rinunciare al torneo di Winston-Salem alla vigilia degli US Open, dove escono al primo turno. Nella tournée cinese perdono in semifinale a Chengdu e trionfano all'ATP 500 di Pechino sconfiggendo in due set nella finale Kubot / Melo, che si prendono la rivincita nei quarti allo Shanghai Masters. La semifinali disputate a Basilea e al Paris Masters riportano Dodig nella top 10. Vengono eliminati nel round robin alle ATP Finals perdendo i primi due incontri al super tie-break, ed è ininfluente il successo su Raven Klaasen / Michael Venus nell'ultimo match. L'ultimo impegno stagionale sono le fasi finali di Coppa Davis. che si svolgono con la nuova formula. Perde entrambi gli incontri nel gruppo con Russia e Spagna, anche i singolaristi perdono tutti i match disputati e la Croazia viene subito eliminata.

### 2020, semifinali agli Australian Open e 2 finali ATP
Inaugura la stagione giocando con Nikola Mektić nella neonata ATP Cup e vince due dei tre incontri disputati, la Croazia finisce seconda nel girone ed è eliminata non riuscendo a classificarsi tra le migliori due seconde. Riprende a giocare con Polášek e subito perdono la finale di Adelaide contro Maximo Gonzalez / Fabrice Martin. Agli Australian Open eliminano i fratelli Bryan e vengono sconfitti in semifinale da Max Purcell / Luke Saville. Dopo la lunga pausa del tennis mondiale per la pandemia di COVID-19, Dodig e Polášek escono al primo turno al Cincinnati Masters e agli US Open. In coppia con Pavić raggiunge la seconda finale stagionale ad Amburgo e cedono in due set a John Peers / Michael Venus. All'ultimo impegno del 2020 viene eliminato al terzo turno all'Open di Francia; chiude il 2020 senza prendere parte alle ATP Finals e – per la prima volta dopo 5 anni – senza aver vinto alcun titolo.

### 2021, trionfo agli Australian Open e medaglia d'argento olimpica in doppio maschile
All'esordio stagionale, Dodig e Polášek perdono la finale contro Metkić / Pavić sul cemento di Adalia ed escono in semifinale al successivo Melbourne 1. Agli Australian Open eliminano negli ottavi le teste di serie nº 7 Melo / Tecău, in semifinale si prendono la rivincita sulle nº 2 Metkić / Pavić in rimonta e superano in finale Rajeev Ram / Joe Salisbury con il punteggio di 6-3, 6-4. Il secondo trionfo in un doppio maschile dello Slam riporta Dodig nella top 10. I migliori risultati del periodo successivo sono le semifinali raggiunte a Dubai, Miami e Stoccarda, e le eliminazioni al secondo turno all'Open di Francia e a Wimbledon portano alla fine del rapporto con Polášek.
Dodig raggiunge la finale alle Olimpiadi di Tokyo in coppia con Čilić perdendo un solo set nei quarti contro Andy Murray / Joe Salisbury. Si devono accontentare della medaglia d'argento nella finale tutta croata, sconfitti per 6-10 nel super tie-break da Metkić / Pavić. Nella trasferta americana, Dodig raggiunge con Rohan Bopanna i quarti a Toronto e il terzo turno agli US Open, dopo che al suo primo torneo con Austin Krajicek aveva disputato la finale a Winston-Salem, persa contro Marcelo Arévalo / Matwe Middelkoop. Riprende quindi a giocare con Marcelo Melo, e dopo la semifinale giocata a Indian Wells subiscono 3 sconfitte in 4 incontri. I punti accumulati con i successi di inizio stagione gli consentono di prendere parte con Polášek alle ATP Finals, che per la prima volta si tengono a Torino. Con un bilancio di una vittoria e una sconfitta nei primi due incontri di round-robin, nel match decisivo per la qualificazione ritrova Metkić / Pavić, che lo sconfiggono per la quarta volta in stagione.

### 2022, titolo in doppio misto agli Australian Open e finale al Roland Garros nel doppio maschile

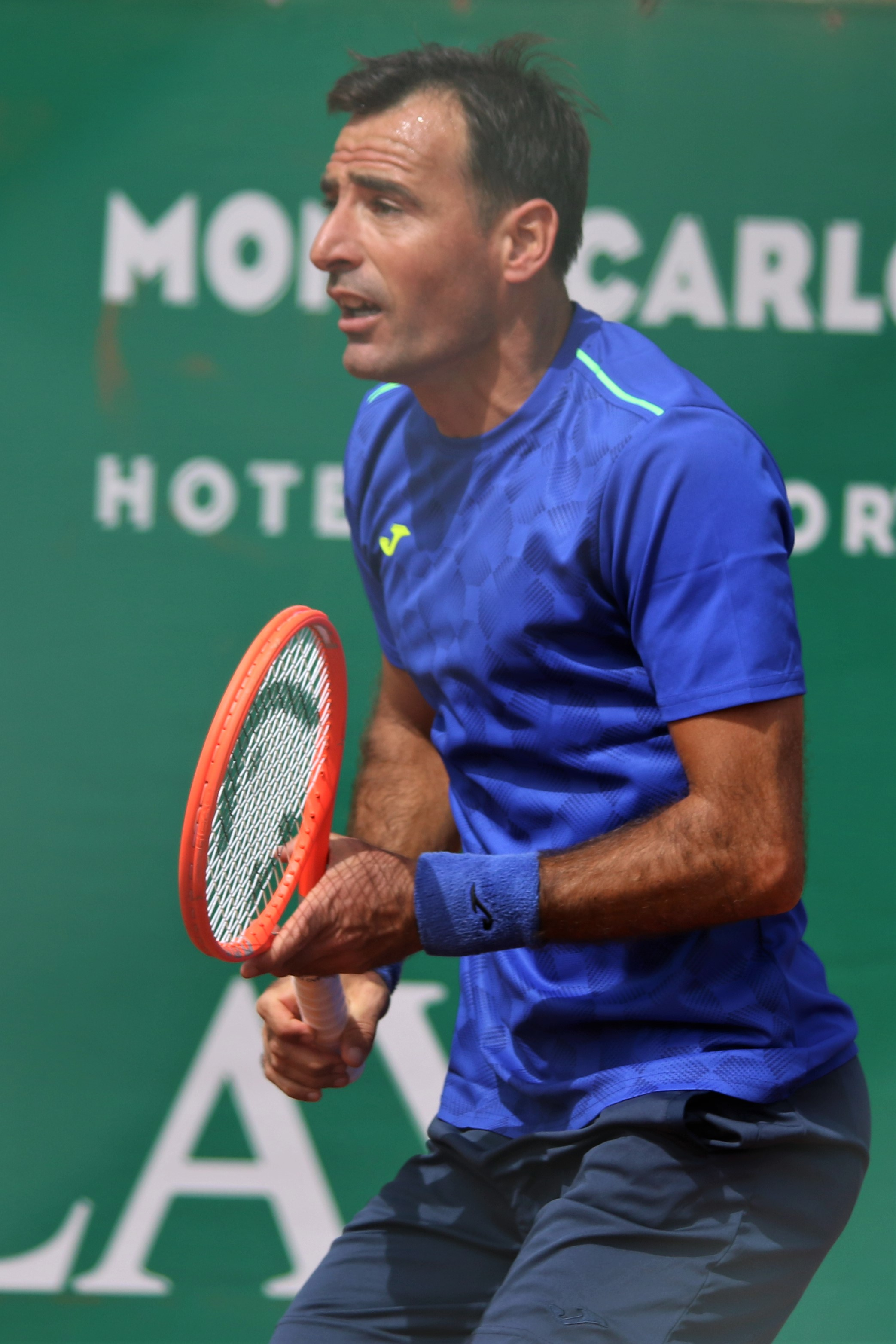
Dodig a Monte Carlo nel 2022

Inizia la stagione in Australia con Melo e subito vengono sconfitti in finale all'Adelaide 1 da Rohan Bopanna / Ramkumar Ramanathan, mentre al successivo Adelaide 2 escono di scena in semifinale. Non vanno oltre il secondo turno agli Australian Open, dove invece in doppio misto Dodig torna a vincere uno Slam in coppia con Kristina Mladenovic battendo in finale in due set Jaimee Fourlis / Jason Kubler. Nei 9 tornei successivi cambia partner diverse volte e il miglior risultato sono i quarti di finale con Bolelli a Madrid. Dopo essere sceso al 32º posto mondiale, a maggio vince con Austin Krajicek il primo torneo in doppio maschile del 2022 a Lione con il successo in finale su Gonzalez / Melo. Gioca con Krajicek il resto della stagione e al successivo Open di Francia raggiungono la finale eliminando tra gli altri le teste di serie nº 8 Peers / Polášek, nº 1 Ram / Salisbury e le nº 4 Granollers / Zeballos in semifinale. Nel match per il titolo contro Marcelo Arévalo / Jean-Julien Rojer vincono il primo parziale, si fanno rimontare e perdono 3-6 il set decisivo.
Dopo le semifinali disputate ad Halle e a Eastbourne, cominciano bene a Wimbledon ma danno forfait prima del match di terzo turno. Perdono in finale anche a Washington contro Nick Kyrgios / Jack Sock e nel prosieguo della trasferta americana non vanno oltre il secondo turno raggiunto agli US Open. Si riscattano raggiungendo la finale nei 4 tornei successivi, sconfitti a Firenze da Mahut / Roger-Vasselin, a Napoli si aggiudicano il titolo con la vittoria per 10-8 nel super tie-break su Matthew Ebden / John Peers. Vincono anche l'ATP 500 di Basilea prendendosi la rivincita su Arevalo / Rojer nei quarti e in finale su Mahut / Roger-Vasselin. Al Paris Masters sconfiggono nei quarti i numeri 1 e 2 del mondo Ram / Salisbury e cedono in finale ai numeri 3 e 4 Koolhof / Skupski. Con 14 vittorie negli ultimi 16 incontri, Dodig guadagna 14 posizioni nel ranking e torna dopo quasi un anno nella top 10. Si qualifica così con Krajicek per le ATP Finals e vengono eliminati perdendo tutti e tre gli incontri di round-robin al super tie-break.

### 2023, secondo trionfo al Roland Garros e 2º posto mondiale
Continua a giocare con Krajicek anche nel 2023, l'esordio stagionale è all'Adelaide 2 e danno forfait prima della finale dopo aver eliminato i numeri 1 del mondo Koolhof / Neal Skupski. Sconfitti a sorpresa al primo turno degli Australian Open. Un infortunio occorso a Pavić porta alla convocazione di Dodig in Coppa Davis dopo oltre tre anni in occasione della sfida contro l'Austria, e contribuisce al passaggio del turno sconfiggendo con Mektić gli emergenti Alexander Erler / Lucas Miedler. Nella finale del successivo ATP 500 di Rotterdam sconfigge con Krajicek per 12-10 nel terzo set Bopanna / Ebden. Ad aprile trionfano anche al Masters di Monte Carlo – il torneo più prestigioso vinto da Krajicek da inizio carriera – sconfiggendo per 14-12 nel super tie-break in finale Romain Arneodo / Sam Weissborn. A giugno vince assieme a Krajicek il suo terzo titolo in uno Slam al Roland Garros, perdono 2 set in tutto il torneo e in finale concedono 4 soli giochi a Sander Gillé / Joran Vliegen. Dodig torna così a occupare la 4ª posizione mondiale, eguagliando il best ranking che aveva raggiunto nel 2015.
Confermano il grande momento di forma raggiungendo la finale anche nei due tornei successivi, vincono quella del Queen's contro Taylor Fritz / Jiří Lehečka e perdono a Eastbourne contro Nikola Mektić / Mate Pavić. Eliminati al secondo turno a Wimbledon, raggiungono le semifinali a Cincinnati e agli US Open, al termine dei quali Dodig migliora dopo oltre otto anni il proprio best ranking portandosi alla 2ª posizione mondiale, alle spalle del solo Krajicek. Nel finale di stagione vincono un altro titolo al China Open e alle ATP Finals escono di scena nel round robin con una vittoria e due sconfitte. Chiude il 2023 al 2º posto mondiale.

### 2024, tre finali e discesa nel ranking
Continua a giocare con Krajicek e nei primi mesi del 2024 iniziano a perdere posizioni nel ranking. Disputano la prima finale stagionale a Dubai, persa contro Tallon Griekspoor / Jan-Lennard Struff. Raggiungono la finale anche al Miami Open e cedono in tre set a Rohan Bopanna / Matthew Ebden. Escono dalla top 10 dopo la sconfitta al secondo turno al Roland Garros. Disputano la semifinale ai Queen's Club Championships ed escono al primo turno a Wimbledon. Dodig affronta la tournée americana cambiando partner e il primo risultato di rilievo è la semifinale raggiunta al Cincinnati Open in coppia con Jamie Murray. Non va oltre il terzo turno agli US Open ed esce dalla top 20, perde in semifinale al Chengdu Open. All'ultimo impegno stagionale raggiunge la finale al Belgrade Open assieme a Skander Mansouri e vengono sconfitti per 9-11 nel set decisivo da Jamie Murray / John Peers.

### 2025
Il primo risultato significativo del 2025 è la semifinale raggiunta verso fine febbraio al Qatar Open ATP con Yuki Bhambri, dopo la quale subisce otto sconfitte al primo turno e scende in 58ª posizione. Si riscatta raggiungendo con Orlando Luz i quarti di finale al Roland Garros, persi contro i vincitori del torneo Zeballos / Granollers.

## Caratteristiche tecniche
È destrorso e gioca il rovescio a due mani. Il suo colpo migliore è il servizio e la superficie preferita è il cemento. Il suo punto debole quando giocava in singolare era il dritto, che è progressivamente migliorato negli anni successivi senza raggiungere però l'efficacia del rovescio.

## Statistiche

### Singolare

#### Vittorie (1)
| Legenda              |
| Grande Slam (0)      |
| ATP Finals (0)       |
| ATP Masters 1000 (0) |
| ATP Tour 500 (0)     |
| ATP Tour 250 (1)     |

| N. | Data            | Torneo                   | Superficie  | Avversario in finale | Punteggio |
| 1. | 6 febbraio 2011 | Zagreb Indoors, Zagabria | Cemento (i) | Michael Berrer       | 6–3, 6–4  |

#### Finali perse (1)
| Legenda              |
| Grande Slam (0)      |
| ATP Finals (0)       |
| ATP Masters 1000 (0) |
| ATP Tour 500 (0)     |
| ATP Tour 250 (1)     |

| N. | Data           | Torneo                          | Superficie | Avversario in finale | Punteggio |
| 1. | 18 giugno 2011 | Rosmalen Open, 's-Hertogenbosch | Erba       | Dmitrij Tursunov     | 3–6, 2–6  |

### Doppio

#### Vittorie (24)
| Legenda              |
| Grande Slam (3)      |
| ATP Finals (0)       |
| ATP Masters 1000 (6) |
| ATP Tour 500 (8)     |
| ATP Tour 250 (6)     |

| N.  | Data              | Torneo                                                 | Superficie  | Compagno               | Avversario in finale                    | Punteggio              |
| 1.  | 13 ottobre 2013   | Shanghai Masters, Shanghai                             | Cemento     | Marcelo Melo           | David Marrero Fernando Verdasco         | 7–6(2), 6(6)–7, [10–2] |
| 2.  | 1º marzo 2015     | Open del Messico, Acapulco                             | Cemento     | Marcelo Melo           | Mariusz Fyrstenberg Santiago González   | 7–6(2), 5–7, [10–3]    |
| 3.  | 6 giugno 2015     | Open di Francia, Parigi                                | Terra rossa | Marcelo Melo           | Bob Bryan Mike Bryan                    | 6(5)–7, 7–6(5), 7–5    |
| 4.  | 11 novembre 2015  | Paris Masters, Parigi                                  | Cemento     | Marcelo Melo           | Vasek Pospisil Jack Sock                | 2–6, 6–3, [10–5]       |
| 5.  | 31 luglio 2016    | Canadian Open, Toronto                                 | Cemento     | Marcelo Melo           | Jamie Murray Bruno Soares               | 6–4, 6–4               |
| 6.  | 21 agosto 2016    | Cincinnati Open, Cincinnati (1)                        | Cemento     | Marcelo Melo           | Jean-Julien Rojer Horia Tecău           | 7–6(5), 6(5)–7, [10–6] |
| 7.  | 19 febbraio 2017  | Rotterdam Open, Rotterdam                              | Cemento (i) | Marcel Granollers      | Wesley Koolhof Matwé Middelkoop         | 7–6(5), 6–3            |
| 8.  | 30 luglio 2017    | German Open Hamburg, Amburgo                           | Terra rossa | Mate Pavić             | Pablo Cuevas Marc López                 | 6–3, 6–4               |
| 9.  | 29 ottobre 2017   | Swiss Indoors, Basilea                                 | Cemento (i) | Marcel Granollers      | Fabrice Martin Édouard Roger-Vasselin   | 7–5, 7–6(6)            |
| 10. | 6 maggio 2018     | Internazionali di Tennis di Baviera, Monaco di Baviera | Terra rossa | Rajeev Ram             | Nikola Mektić Alexander Peya            | 6–3, 7–5               |
| 11. | 30 settembre 2018 | Chengdu Open, Chengdu                                  | Cemento     | Mate Pavić             | Austin Krajicek Jeevan Nedunchezhiyan   | 6–2, 6–4               |
| 12. | 10 febbraio 2019  | Open Sud de France, Montpellier                        | Cemento (i) | Édouard Roger-Vasselin | Benjamin Bonzi Antoine Hoang            | 6–4, 6–3               |
| 13. | 25 maggio 2019    | Open Parc Auvergne-Rhône-Alpes Lyon, Lione             | Terra rossa | Édouard Roger-Vasselin | Ken Skupski Neal Skupski                | 6–4, 6–3               |
| 14. | 18 agosto 2019    | Cincinnati Open, Cincinnati (2)                        | Cemento     | Filip Polášek          | Juan Sebastián Cabal Robert Farah       | 4–6, 6–4, [10–6]       |
| 15. | 6 ottobre 2019    | China Open, Pechino                                    | Cemento     | Filip Polášek          | Łukasz Kubot Marcelo Melo               | 6–3, 7–6(4)            |
| 16. | 21 febbraio 2021  | Australian Open, Melbourne                             | Cemento     | Filip Polášek          | Rajeev Ram Joe Salisbury                | 6–3, 6–4               |
| 17. | 22 maggio 2022    | Open Parc Auvergne-Rhône-Alpes Lyon, Lione (2)         | Terra rossa | Austin Krajicek        | Máximo González Marcelo Melo            | 6–3, 6–4               |
| 18. | 23 ottobre 2022   | Tennis Napoli Cup, Napoli                              | Cemento     | Austin Krajicek        | Matthew Ebden John Peers                | 6–3, 1–6, [10–8]       |
| 19. | 30 ottobre 2022   | Swiss Indoors, Basilea (2)                             | Cemento (i) | Austin Krajicek        | Nicolas Mahut Édouard Roger-Vasselin    | 6–4, 7–6(5)            |
| 20. | 19 febbraio 2023  | Rotterdam Open, Rotterdam (2)                          | Cemento (i) | Austin Krajicek        | Rohan Bopanna Matthew Ebden             | 7–6(5), 2–6, [12–10]   |
| 21. | 16 aprile 2023    | Monte Carlo Masters, Monte Carlo                       | Terra rossa | Austin Krajicek        | Romain Arneodo Tristan-Samuel Weissborn | 6–0, 4–6, [14–12]      |
| 22. | 10 giugno 2023    | Open di Francia, Parigi                                | Terra rossa | Austin Krajicek        | Sander Gillé Joran Vliegen              | 6–3, 6–1               |
| 23. | 24 giugno 2023    | Queen's Club Championships, Londra                     | Erba        | Austin Krajicek        | Taylor Fritz Jiří Lehečka               | 6–4, 6(5)–7, [10–3]    |
| 24. | 4 ottobre 2023    | China Open, Pechino (2)                                | Cemento     | Austin Krajicek        | Wesley Koolhof Neal Skupski             | 6(12)–7, 6–3, [10–5]   |

#### Finali perse (30)
| Legenda              |
| Grande Slam (2)      |
| ATP Finals (1)       |
| ATP Masters 1000 (7) |
| Olimpiadi (1)        |
| ATP Tour 500 (6)     |
| ATP Tour 250 (13)    |

| N.  | Data              | Torneo                                      | Superficie  | Compagno          | Avversario in finale                    | Punteggio           |
| 1.  | 5 febbraio 2012   | Zagreb Indoors, Zagabria                    | Cemento (i) | Mate Pavić        | Marcos Baghdatis Michail Južnyj         | 2–6, 2–6            |
| 2.  | 26 febbraio 2012  | U.S. National Indoor Championships, Memphis | Cemento (i) | Marcelo Melo      | Maks Mirny Daniel Nestor                | 6–4, 5–7, [7–10]    |
| 3.  | 10 febbraio 2013  | Zagreb Indoors, Zagabria (2)                | Cemento (i) | Mate Pavić        | Julian Knowle Filip Polášek             | 3–6, 3–6            |
| 4.  | 6 luglio 2013     | Torneo di Wimbledon, Londra                 | Erba        | Marcelo Melo      | Bob Bryan Mike Bryan                    | 6–3, 3–6, 4–6, 4–6  |
| 5.  | 20 aprile 2014    | Monte Carlo Masters, Monte Carlo            | Terra rossa | Marcelo Melo      | Bob Bryan Mike Bryan                    | 3–6, 6–3, [8–10]    |
| 6.  | 10 agosto 2014    | Canadian Open, Toronto                      | Cemento     | Marcelo Melo      | Alexander Peya Bruno Soares             | 4–6, 3–6            |
| 7.  | 5 ottobre 2014    | Japan Open Tennis Championships, Tokyo      | Cemento     | Marcelo Melo      | Pierre-Hugues Herbert Michał Przysiężny | 3–6, 7–6(3), [5–10] |
| 8.  | 16 novembre 2014  | ATP World Tour Finals, Londra               | Cemento (i) | Marcelo Melo      | Bob Bryan Mike Bryan                    | 7–6(5), 2–6, [7–10] |
| 9.  | 8 agosto 2015     | Washington Open, Washington                 | Cemento     | Marcelo Melo      | Bob Bryan Mike Bryan                    | 4–6, 2–6            |
| 10. | 25 giugno 2016    | Nottingham Open, Nottingham                 | Erba        | Marcelo Melo      | Dominic Inglot Daniel Nestor            | 5–7, 6(4)–7         |
| 11. | 21 maggio 2017    | Internazionali d'Italia, Roma               | Terra rossa | Marcel Granollers | Pierre-Hugues Herbert Nicolas Mahut     | 6–4, 4–6, [3–10]    |
| 12. | 13 agosto 2017    | Canadian Open, Montréal (2)                 | Cemento     | Rohan Bopanna     | Pierre-Hugues Herbert Nicolas Mahut     | 4–6, 6–3, [6–10]    |
| 13. | 5 novembre 2017   | Paris Masters, Parigi                       | Cemento (i) | Marcel Granollers | Łukasz Kubot Marcelo Melo               | 6(3)–7, 6–3, [6–10] |
| 14. | 26 maggio 2018    | Geneva Open, Ginevra                        | Terra rossa | Rajeev Ram        | Oliver Marach Mate Pavić                | 6–3, 6(3)–7, [9–11] |
| 15. | 29 giugno 2019    | Antalya Open, Adalia                        | Erba        | Filip Polášek     | Jonathan Erlich Artem Sitak             | 3–6, 4–6            |
| 16. | 18 gennaio 2020   | Adelaide International, Adelaide            | Cemento     | Filip Polášek     | Máximo González Fabrice Martin          | 6(12)–7, 3–6        |
| 17. | 27 settembre 2020 | Hamburg European Open, Amburgo              | Terra rossa | Mate Pavić        | John Peers Michael Venus                | 3–6, 4–6            |
| 18. | 12 gennaio 2021   | Antalya Open, Adalia (2)                    | Cemento     | Filip Polášek     | Nikola Mektić Mate Pavić                | 2–6, 4–6            |
| 19. | 31 luglio 2021    | Giochi Olimpici, Tokyo                      | Cemento     | Marin Čilić       | Nikola Mektić Mate Pavić                | 4–6, 6–3, [6-10]    |
| 20. | 28 agosto 2021    | Winston-Salem Open, Winston-Salem           | Cemento     | Austin Krajicek   | Marcelo Arévalo Matwé Middelkoop        | 7–6(5), 5–7, [6–10] |
| 21. | 9 gennaio 2022    | Adelaide International, Adelaide (2)        | Cemento     | Marcelo Melo      | Rohan Bopanna Ramkumar Ramanathan       | 6(6)–7, 1–6         |
| 22. | 4 giugno 2022     | Open di Francia, Parigi                     | Terra rossa | Austin Krajicek   | Marcelo Arévalo Jean-Julien Rojer       | 7–6(4), 6(5)–7, 3–6 |
| 23. | 7 agosto 2022     | Washington Open, Washington (2)             | Cemento     | Austin Krajicek   | Nick Kyrgios Jack Sock                  | 5–7, 4–6            |
| 24. | 16 ottobre 2022   | Firenze Open, Firenze                       | Cemento (i) | Austin Krajicek   | Nicolas Mahut Édouard Roger-Vasselin    | 6(3)–7, 3–6         |
| 25. | 7 novembre 2022   | Paris Masters, Parigi (2)                   | Cemento (i) | Austin Krajicek   | Wesley Koolhof Neal Skupski             | 6(5)–7, 4–6         |
| 26. | 14 gennaio 2023   | Adelaide International 2, Adelaide (3)      | Cemento     | Austin Krajicek   | Marcelo Arévalo Jean-Julien Rojer       | Walkover            |
| 27. | 30 giugno 2023    | Eastbourne International, Eastbourne        | Erba        | Austin Krajicek   | Nikola Mektić Mate Pavić                | 4–6, 2–6            |
| 28. | 1º marzo 2024     | Dubai Tennis Championships, Dubai           | Cemento     | Austin Krajicek   | Tallon Griekspoor Jan-Lennard Struff    | 4–6, 6–4, [6–10]    |
| 29. | 29 marzo 2024     | Miami Open, Miami                           | Cemento     | Austin Krajicek   | Rohan Bopanna Matthew Ebden             | 7–6(3), 3–6, [6–10] |
| 30. | 9 novembre 2024   | Belgrade Open, Belgrado                     | Cemento (i) | Skander Mansouri  | Jamie Murray John Peers                 | 6–3, 6(5)–7, [9–11] |

### Doppio misto

#### Vittorie (4)
| Tornei del Grande Slam  |
| ----------------------- |
| Australian Open (1)     |
| Open di Francia (2)     |
| Torneo di Wimbledon (1) |
| US Open (0)             |

| N. | Data            | Torneo                      | Superficie  | Compagna            | Avversari in finale               | Punteggio           |
| 1. | 7 giugno 2018   | Open di Francia, Parigi (1) | Terra rossa | Latisha Chan        | Gabriela Dabrowski Mate Pavić     | 6–1, 6(5)–7, [10–8] |
| 2. | 7 giugno 2019   | Open di Francia, Parigi (2) | Terra rossa | Latisha Chan        | Gabriela Dabrowski Mate Pavić     | 6–1, 7–6(5)         |
| 3. | 14 luglio 2019  | Torneo di Wimbledon, Erba   | Erba        | Latisha Chan        | Jeļena Ostapenko Robert Lindstedt | 6–2, 6–3            |
| 4. | 27 gennaio 2022 | Australian Open, Melbourne  | Cemento     | Kristina Mladenovic | Jaimee Fourlis Jason Kubler       | 6-3, 6-4            |

#### Finali perse (2)
| Tornei del Grande Slam  |
| ----------------------- |
| Australian Open (1)     |
| Open di Francia (1)     |
| Torneo di Wimbledon (0) |
| US Open (0)             |

| N. | Data            | Torneo                     | Superficie  | Compagna    | Avversario in finale                | Punteggio        |
| 1. | 3 giugno 2016   | Open di Francia, Parigi    | Terra rossa | Sania Mirza | Martina Hingis Leander Paes         | 6–4, 4–6, [8–10] |
| 2. | 29 gennaio 2017 | Australian Open, Melbourne | Cemento     | Sania Mirza | Abigail Spears Juan Sebastián Cabal | 2–6, 4–6         |

## Risultati in progressione
| Sigla | Risultato               |
| ----- | ----------------------- |
| V     | Vincitore               |
| F     | Finalista               |
| SF    | Semifinalista           |
| O     | Oro olimpico            |
| A     | Argento olimpico        |
| SF    | Bronzo olimpico         |
| QF    | Quarti di Finale        |
| 4T    | Quarto turno            |
| 3T    | Terzo turno             |
| 2T    | Secondo turno           |
| 1T    | Primo turno             |
| RR    | Round Robin             |
| LQ    | Turno di qualificazione |
| A     | Assente                 |
| ND    | Non disputato           |

| Legenda superfici    |
| -------------------- |
| Cemento              |
| Terra battuta        |
| Erba                 |
| Superficie variabile |

### Singolare
| Tornei Grande Slam         |               |               |               |     |               |               |               |     |     |       |
| Australian Open, Melbourne | A             | 2T            | 2T            | 1T  | 3T            | 2T            | 2T            | 1T  | 1T  | 6–8   |
| Roland Garros, Parigi      | Q2            | Q1            | 1T            | 1T  | 1T            | 1T            | 1T            | 2T  | A   | 1–6   |
| Wimbledon, Londrs          | Q1            | 2T            | 1T            | 1T  | 4T            | A             | Q3            | 1T  | A   | 4–5   |
| US Open, New York          | Q1            | 2T            | 1T            | 2T  | 3T            | 1T            | Q3            | 1T  | A   | 4–6   |
| Vittorie–Sconfitte         | 0–0           | 3–3           | 1–4           | 1–4 | 7–4           | 1–3           | 1–2           | 1–4 | 0–1 | 15–25 |
| Giochi Olimpici            |               |               |               |     |               |               |               |     |     |       |
| Giochi Olimpici            | Non disputati | Non disputati | Non disputati | 1T  | Non disputati | Non disputati | Non disputati | A   | ND  | 0–1   |
| Vittorie–Sconfitte         | Non disputati | Non disputati | Non disputati | 0–1 | Non disputati | Non disputati | Non disputati | 0–0 | ND  | 0–1   |

### Doppio
| Tornei Grande Slam  |     |     |               |               |               |     |               |               |               |               |      |               |               |     |     |        |        |
| Australian Open     | 2T  | 1T  | 1T            | 3T            | SF            | 3T  | QF            | 1T            | 2T            | SF            | V    | 2T            | 1T            | 2T  | 2T  | 1 / 15 | 26–14  |
| Roland Garros       | 2T  | QF  | 3T            | A             | V             | SF  | QF            | 2T            | 1T            | 2T            | 2T   | F             | V             | 2T  | QF  | 2 / 14 | 38–12  |
| Wimbledon           | 1T  | QF  | F             | A             | QF            | 3T  | 3T            | 1T            | SF            | ND            | 2T   | 3T            | 2T            | 1T  |     | 0 / 12 | 23–11  |
| US Open             | 1T  | 3T  | SF            | SF            | 1T            | 1T  | 3T            | 3T            | 1T            | 1T            | 3T   | 2T            | SF            | 3T  |     | 0 / 14 | 23–14  |
| Vittorie–Sconfitte  | 2–4 | 8–4 | 11–4          | 6–2           | 13–3          | 8–4 | 10–4          | 3–4           | 5–4           | 6–3           | 10–3 | 9–3           | 11-3          | 4–4 | 4-2 | 3 / 55 | 110–51 |
| Torneo di Fine Anno |     |     |               |               |               |     |               |               |               |               |      |               |               |     |     |        |        |
| ATP Finals          | A   | A   | SF            | F             | SF            | RR  | RR            | A             | RR            | A             | RR   | RR            | RR            | A   |     | 0 / 9  | 12–18  |
| Vittorie–Sconfitte  | 0–0 | 0–0 | 3–1           | 3–2           | 2–2           | 1–2 | 0–2           | 0–0           | 1–2           | 0–0           | 1–2  | 0–3           | 1–2           | 0–0 |     | 0 / 9  | 12–18  |
| Giochi Olimpici     |     |     |               |               |               |     |               |               |               |               |      |               |               |     |     |        |        |
| Giochi Olimpici     | ND  | QF  | Non disputati | Non disputati | Non disputati | A   | Non disputati | Non disputati | Non disputati | Non disputati | F    | Non disputati | Non disputati | A   | ND  | 0 / 2  | 6–2    |
| Vittorie–Sconfitte  | ND  | 2–1 | Non disputati | Non disputati | Non disputati | 0–0 | Non disputati | Non disputati | Non disputati | Non disputati | 4–1  | Non disputati | Non disputati | 0–0 | ND  | 0 / 2  | 6–2    |

### Doppio misto
| Tornei Grande Slam         |     |     |               |               |               |     |               |               |               |               |     |               |               |       |
| Australian Open, Melbourne | A   | A   | A             | A             | 1T            | SF  | F             | A             | 1T            | QF            | 1T  | V             | A             | 14–6  |
| Roland Garros, Parigi      | A   | A   | A             | A             | A             | F   | QF            | V             | V             | ND            | 1T  | 2T            | 2T            | 18–5  |
| Wimbledon, Londra          | A   | A   | 2T            | A             | 2T            | 2T  | 3T            | QF            | V             | ND            | 3T  | 2T            | QF            | 13–7  |
| US Open, New York          | A   | A   | A             | A             | A             | 2T  | 1T            | 2T            | SF            | ND            | 2T  | A             | 1T            | 6–5   |
| Vittorie–Sconfitte         | 0–0 | 0–0 | 1–1           | 0–0           | 0–2           | 8–4 | 7–4           | 8–1           | 13–2          | 2–1           | 2–4 | 7–1           | 3–3           | 51–23 |
| Giochi Olimpici            |     |     |               |               |               |     |               |               |               |               |     |               |               |       |
| Giochi Olimpici            | ND  | A   | Non disputati | Non disputati | Non disputati | A   | Non disputati | Non disputati | Non disputati | Non disputati | 1T  | Non disputati | Non disputati | 0–1   |
| Vittorie–Sconfitte         | ND  | 0–0 | Non disputati | Non disputati | Non disputati | 0–0 | Non disputati | Non disputati | Non disputati | Non disputati | 0–1 | Non disputati | Non disputati | 0–1   |

## Vittorie contro i top 10
| Stagione | 2011 | 2012 | 2013 | Totale |
| -------- | ---- | ---- | ---- | ------ |
| Wins     | 2    | 1    | 1    | 4      |

| #    | Giocatore          | Rank | Torneo                                 | Superficie  | Turno | Punteggio           |      |
| 2011 | 2011               | 2011 | 2011                                   | 2011        | 2011  | 2011                | 2011 |
| ---- | ------------------ | ---- | -------------------------------------- | ----------- | ----- | ------------------- | ---- |
| 1.   | Robin Söderling    | 5    | Barcelona Open, Barcellona             | Terra rossa | 2T    | 6–2, 6–4            |      |
| 2.   | Rafael Nadal       | 2    | Canadian Open, Montréal                | Cemento     | 2T    | 1–6, 7–6(5), 7–6(5) |      |
| 2012 |                    |      |                                        |             |       |                     |      |
| 3.   | Jo-Wilfried Tsonga | 5    | Queen's Club Championships, Londra     | Erba        | 3T    | 7–6(3), 3–6, 7–6(5) |      |
| 2013 |                    |      |                                        |             |       |                     |      |
| 4.   | Jo-Wilfried Tsonga | 8    | Japan Open Tennis Championships, Tokyo | Cemento     | 2T    | 6–4, 7–6(5)         |      |